# Rock Islands

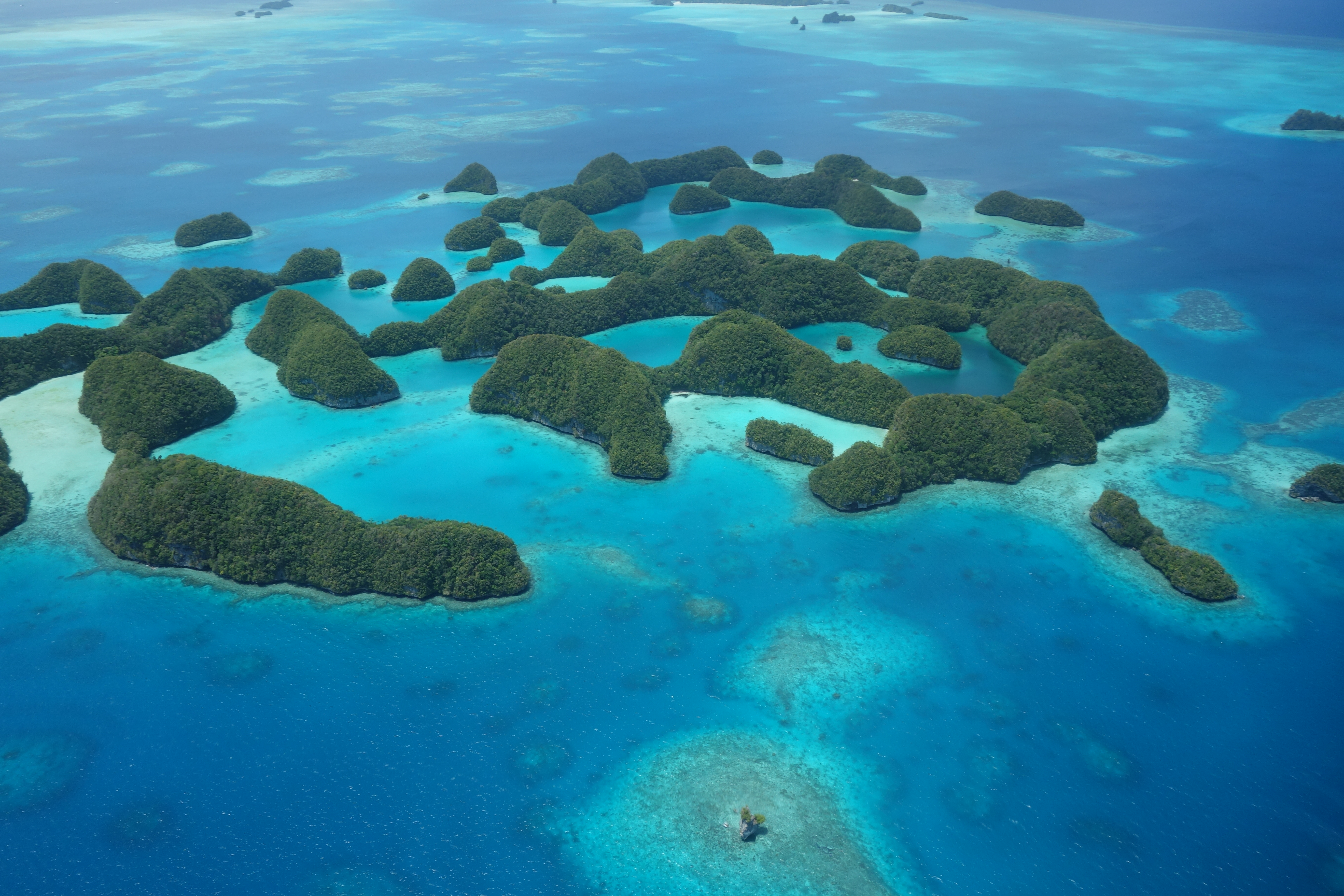
Widok na część laguny z lotu ptaka

Rock Islands – laguna położona w Oceanii, należąca do Palau. Zajmuje powierzchnię 100 200 ha i obejmuje 445 bezludnych wysepek.
W 2012 roku została wpisana na listę światowego dziedzictwa UNESCO.

## Fauna i flora
Lagunę zamieszkuje ponad 385 gatunków koralowców. Występuje tutaj również duża bioróżnorodność gatunkowa ptaków. Zidentyfikowano tutaj 13 gatunków rekinów.

## Galeria

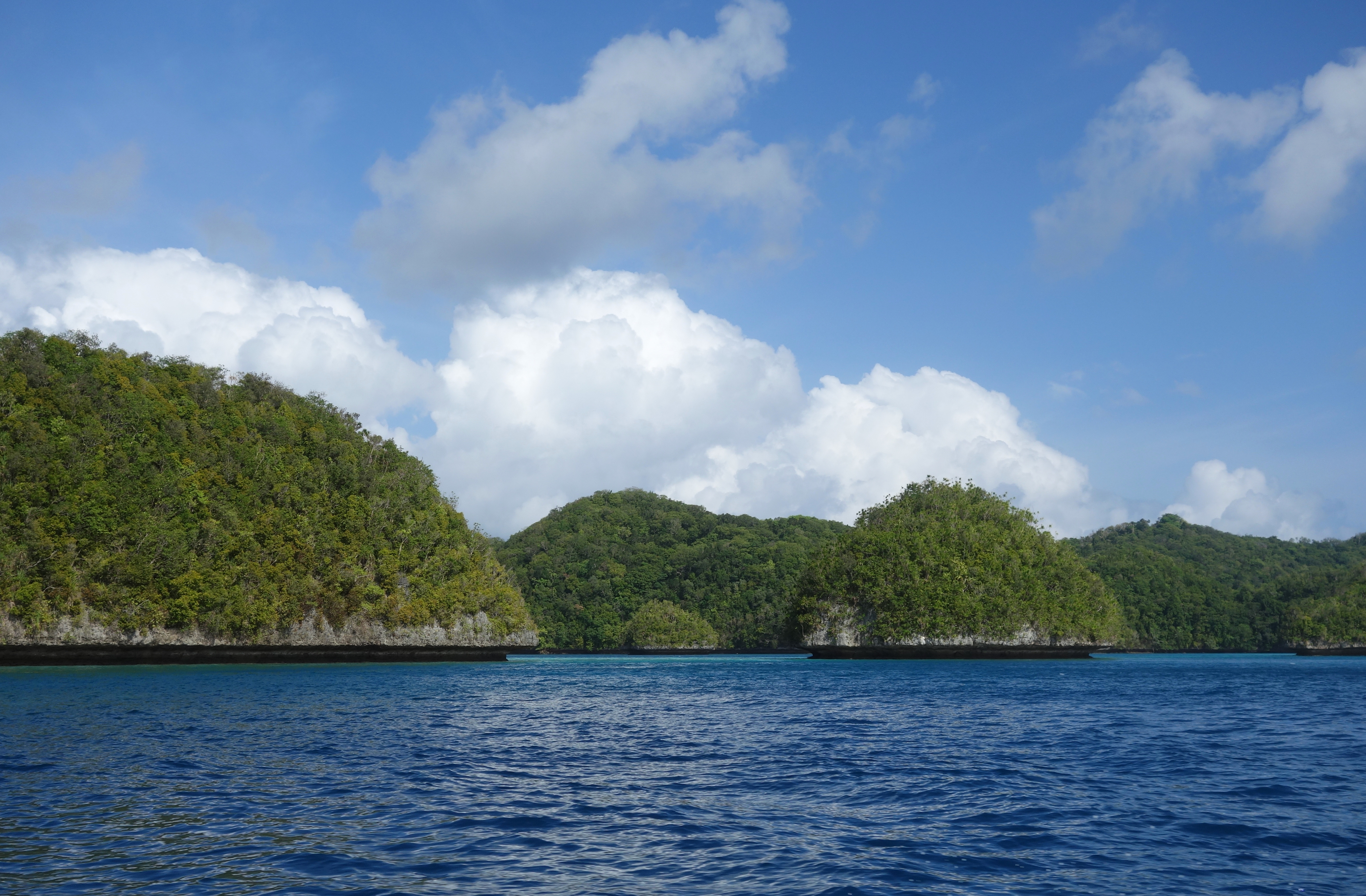
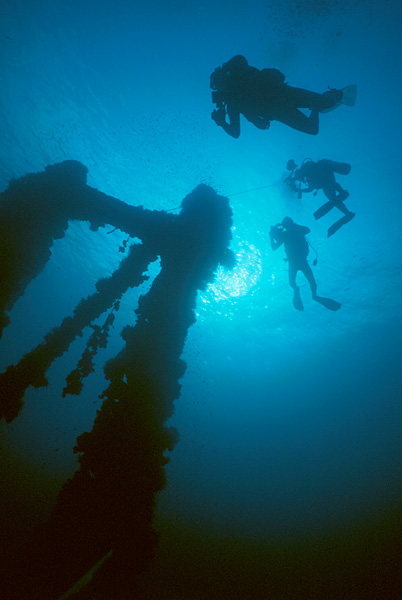
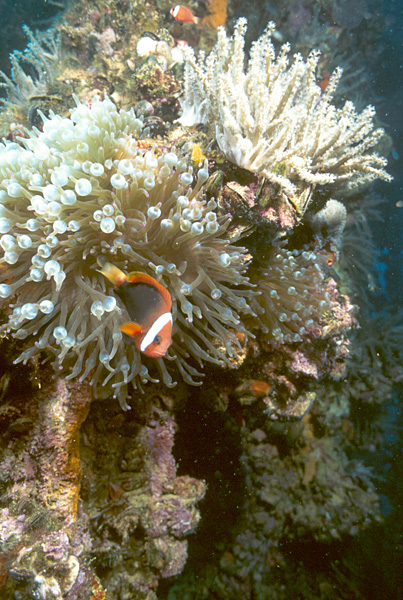
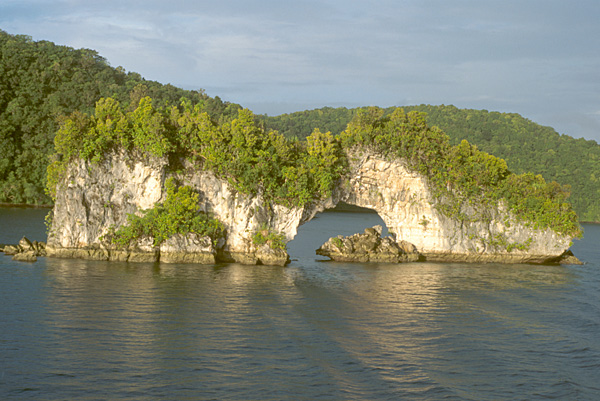